# Aliança Progressista
L'Aliança Progressista (en castellà, Alianza Progresista) és un sector polític de l'Uruguai fundat l'any 1999 i pertanyent al Front Ampli. Els seus principals líders són Rodolfo Nin Novoa i Héctor Lescano. L'Aliança Progressista es considera com una de les agrupacions més moderades de la coalició, al costat d'Assemblea Uruguai i del Nou Espai.
Atès a les diferències internes sobre a quin precandidat frontamplista donar suport per a les eleccions primàries de 2009, es va decidir que el sector participaria de l'esmentats comicis amb dues llistes. La que rep el suport majoritari del partit va donar suport a Danilo Astori i un corrent minoritari liderat per Víctor Rossi va donar suport a Marcos Carámbula.

## Actualitat
A finals d'agost de 2009, l'Aliança Progressista es va integrar al Front Líber Seregni, al costat d'Assemblea Uruguai, el Nou Espai i altres agrupacions.
Durant les eleccions parlamentàries d'octubre, l'Aliança Progressista va obtenir un senador i un diputat.